# 八戸市立長者中学校
八戸市立長者中学校（はちのへしりつちょうじゃちゅうがっこう）は、青森県八戸市大字沢里字休場にある公立中学校。

## 沿革
- 1961年（昭和36年）
  - 4月1日 - 八戸市立第一高等学校の校舎の一部を借り、八戸市立長者中学校として開校する。
  - 4月7日 - 第1回入学式挙行。
  - 8月20日 - 新校舎第一期工事完成し、移転。
- 1962年（昭和37年）
  - 1月20日 - 第二期工事完成。
  - 4月7日 - 第3学年生徒が第一中学校より移籍し、第1・2・3学年完全編成となる。
- 1963年（昭和38年）
  - 5月14日 - 第三期工事完成。
  - 11月18日 - 校旗及び校歌を制定する。
- 1964年（昭和39年）4月24日 - 体育館完成。
- 1967年（昭和42年）3月16日 -  三つの力証制定。
- 1970年（昭和45年）11月3日 - 創立10周年記念式典挙行。
- 1991年（平成3年）3月20日 - 新校舎完成。
- 1994年（平成6年）2月28日 - 柔剣道場新築落成式挙行。
- 1999年（平成11年）4月1日 - 文部大臣より研究開発学校指定を受ける。
- 2010年（平成22年）11月5日 - 創立50周年記念式典挙行。
- 2011年（平成23年）4月1日 - 4学期制を実施する。
- 2015年（平成27年）4月1日 - 3学期制へ移行する。

## 生徒数
| 学年 | 1年 | 2年 | 3年 | 特別支援    | 合計 |
| ---- | --- | --- | --- | ----------- | ---- |
| 学級 | 3   | 3   | 3   | 2           | 11   |
| 生徒 | 85  | 82  | 103 | 11 （内数） | 270  |

- 2023年（令和5年）5月1日現在[1]

## 通学区域
- 八戸市立長者小学校の通学区域
  - 稲荷町
  - 本徒士町
  - 徒士町
  - 上徒士町
  - 荒町
  - 新荒町
  - 廿三日町
  - 廿六日町
  - 上組町
  - 常番町
  - 町組町
  - 藤子新町
  - 本鍛冶町
  - 鳥屋部町
  - 古常泉下
  - 山伏小路
  - 藤子町
  - 八坂町
  - 長者山下
  - 桝形
  - 東糠塚
  - 西糠塚
  - 南糠塚
  - 北糠塚
- 八戸市立図南小学校の通学区域
  - 大杉平
  - 休場
  - ニツ屋
  - 板橋
  - 泉町
  - 笹子
  - 鍛冶畑
  - 南藤子
  - 天狗沢
  - 番屋
  - 鴨平
  - 土橋

## 著名な卒業生
- 伊調馨 - 2004年アテネ五輪から2016年リオ五輪まで、オリンピック女子レスリング4連覇[2]。
- 伊調千春 - 馨の姉で、アテネ五輪と2008年北京五輪の2大会連続銀メダル[3]。
- 能瀬さやか - 産婦人科医、国立スポーツ科学センター所属

## アクセス
- 八戸市営バス・南部バスで、「長者中学校前」停留所下車後、校地南東側の門まで、
  - 郊外方面行のりばから、徒歩約150m・約3分。
  - 中心街方面行のりばから、徒歩約205m・約3分。